# Vĩnh Hưng A
Vĩnh Hưng A là một xã thuộc huyện Vĩnh Lợi, tỉnh Bạc Liêu, Việt Nam.

## Địa lý
Xã Vĩnh Hưng A nằm ở phía tây huyện Vĩnh Lợi, có vị trí địa lý:
- Phía đông giáp xã Vĩnh Hưng
- Phía bắc giáp tỉnh Sóc Trăng
- Phía tây giáp huyện Phước Long
- Phía nam giáp huyện Hòa Bình.

Xã Vĩnh Hưng A có diện tích 22,55 km², dân số năm 2022 là 11.980 người, mật độ dân số đạt 531 người/km².

## Hành chính
Xã Vĩnh Hưng A được chia thành 8 ấp: Bắc Hưng, Mỹ Phú Đông, Mỹ Trinh, Nguyễn Điền, Trung Hưng, Trung Hưng IA, Trung Hưng IB, Trung Hưng III.

## Lịch sử
Ngày 13 tháng 5 năm 2002, Chính phủ ban hành Nghị định số 55/2002/NĐ-CP về việc thành lập xã Vĩnh Hưng A trên cơ sở điều chỉnh 2.080,93 ha diện tích tự nhiên và 9.380 nhân khẩu của xã Vĩnh Hưng.
Ngày 26 tháng 7 năm 2005, Chính phủ ban hành Nghị định số 96/2005/NĐ-CP về việc thành lập huyện Hòa Bình. Xã Vĩnh Hưng A trực thuộc huyện Vĩnh Lợi.

## Xã hội
Giáo dục: Các trường học trên địa bàn xã Vĩnh Hưng A:
- Trường Mẫu giáo Vàng Anh: ấp Trung Hưng IA
- Trường Tiểu học Phan Bội Châu: ấp Trung Hưng IB
- Trường THCS Lý Thường Kiệt: ấp Trung Hưng IA.

Y tế: Trên địa bàn xã có 1 trạm y tế xã tại ấp Trung Hưng IA.
Chợ: Hiện nay, xã có 1 chợ tại ấp Tam Hưng.
Bưu điện: Hiện nay, xã có 2 bưu điện tại ấp Trung Hưng IA và ấp Tam Hưng.

## Văn hóa - du lịch
Trên địa bàn xã có một Di tích khảo cổ Vĩnh Hưng là di tích quốc gia đặc biệt năm 2024.
Tháp toạ lạc tại ấp Trung Hưng IB, xã Vĩnh Hưng A, huyện Vĩnh Lợi. Di tích được Bộ Văn hóa – Thông tin xếp hạng là di tích kiến trúc nghệ thuật cấp quốc gia năm 1992.
Là di tích kiến trúc nghệ thuật cấp quốc gia, tọa lạc tại ấp Trung Hưng IB, xã Vĩnh Hưng A, huyện Vĩnh Lợi. Đây không chỉ là một kiến trúc tháp thuộc nền văn hóa Óc Eo còn sót lại duy nhất ở Tây Nam bộ, mà trong cuộc khai quật tại tháp Vĩnh Hưng, các nhà khảo cổ học còn thu được một bộ sưu tập hiện vật hết sức quí giá với nhiều tượng đá, đồng, gốm,... đánh dấu một giai đoạn tồn tại và phát triển khá dài (từ thế kỷ IV đến thế kỷ XIII sau công nguyên) của tháp cổ Vĩnh Hưng. Với những giá trị vốn có ấy, tháp Vĩnh Hưng đã và đang được tu bổ nhằm bảo tồn và phát huy tác dụng của một di tích kiến trúc nghệ thuật tầm cỡ quốc gia.